# Qilian Shan
De Qillian Shan (Chinees: 祁连山, pinyin: Qílián Shān) is een gebergte in het noorden van China, dat de Hexi-corridor en de provincie Gansu scheidt van het Tibetaans Plateau en de provincie Qinghai in het zuiden. Het gebergte is ongeveer 800 km lang en 300 km breed. De hoogste top, de Tuanjie, is 5.827 m hoog.

## Ligging
In het westen sluit de Qilian Shan aan op de Altun Shan (Altyn Tagh). Samen worden deze twee gebergtes wel Nan Shan genoemd (Chinees: 南山, letterlijk: "zuidelijke bergen"), omdat ze gezien vanaf de zijderoute in het zuiden liggen.
In het zuiden wordt de Qilian Shan door het Tsaidambekken en het bekken van het Qinghaimeer gescheiden van het oostelijke deel van de (hogere) Kunlun Shan.
De rivieren die op de noordelijke hellingen van de Qilian Shan ontspringen worden gebruikt voor irrigatie in de Hexi-corridor. De vlakkere gebieden verder ten noorden van de Qilian Shan worden het Alashanplateau genoemd. Dit gebied is zeer droog: het behoort tot de zuidwestelijke uitlopers van de Gobiwoestijn. In het zuidoosten gaat de Qilian Shan over in het vruchtbare Noord-Chinese Lössplateau en de lagere Qinling Shan, een gebergte dat het noorden en zuiden van China scheidt. De hoofdstad van Qinghai, Xining, ligt ten zuiden van het oostelijke uiteinde van de Qilian Shan, ongeveer 70 km ten oosten van het Qinghaimeer. Verder naar het oosten ligt de miljoenenstad Lanzhou. De Huang He (Gele Rivier), die door Lanzhou stroomt, vormt de oostelijke begrenzing van de Qilian Shan.
Bij Jiayuguan lopen delen van het westelijke uiteinde van de Grote Muur door de noordelijke uitlopers van de Qilian Shan. Dit deel van de muur werd gebouwd tijdens de Mingdynastie. Hoewel delen van de muur gerestaureerd zijn, is op andere plekken sprake van weinig meer dan ruïnes.

## Geschiedenis
De naam Qilian Shan wordt in de Shiji (1e eeuw v. Chr.) samen met de plaats Dunhuang genoemd als woonplaats van de Yuezhi. Volgens Yan Shigu (581–645), een schrijver uit de periode van de Tangdynastie, betekende Qilian "hemel" in de taal van de Xiongnu. Het is echter goed mogelijk dat in de Shiji in plaats van de tegenwoordige Qilian Shan de veel verder naar het westen gelegen Tiensjan (Chinees: Tian Shan, letterlijk: "hemelbergen") bedoeld wordt. In plaats van de plaats Dunhuang zou dan de berg Dunhong in de Tiensjan kunnen worden bedoeld.
In het Westen werd de Qilian Shan vroeger Richthofengebergte genoemd, naar de Duitse ontdekkingsreiziger Ferdinand von Richthofen (1833 - 1905), die halverwege de 19e eeuw het gebied verkende op zoek naar voorkomens van ertsen en steenkool.